# Feu la mère de Madame
Pour l’article homonyme, voir Feu la mère de Madame (film).
Feu la mère de Madame est une pièce de théâtre en un acte de Georges Feydeau représentée pour la première fois le 15 novembre 1908 à la Comédie-Royale  à Paris.

## Résumé
Lucien, rentré tard du bal des Quat'z'Arts, réveille sa femme Yvonne, qui commence à lui faire une scène. La tempête passée, un valet de chambre sonne à la porte, au moment où les deux époux se couchent. Le messager est porteur d'une bien terrible nouvelle : la mère de Madame est morte.
Alors que tout le monde s'active pour se rendre chez la mère de Madame, le couple apprend que le valet vient de commettre une horrible méprise : il s'est trompé de personne, c'est la mère des voisins qui est morte ! Le valet est vivement chassé et les deux époux repartent de plus belle dans une scène de ménage.
La pièce est la première, dans le théâtre de Feydeau, d'une série de comédies de mœurs en un acte, des farces conjugales centrées sur les dissensions des couples, avec une férocité burlesque (On purge bébé ; Mais n'te promène donc pas toute nue ! ; Léonie est en avance ! ; Hortense a dit : « Je m'en fous ! »)

## Distribution à la création
- Marcel Simon : Lucien
- Lacoste : Joseph
- Armande Cassive : Yvonne
- G. Chalon : Annette

## Diffusion pourAu théâtre ce soir
- Mise en scène : Jacques Charon
- Distribution :
  - Jacques Charon : Lucien
  - Jean-Paul Roussillon : Joseph
  - Micheline Boudet : Yvonne
  - Louise Conte : Annette
- Date de diffusion : 1968

## Quelques productions
- 2010-2011 : Du mariage au divorce, spectacle conçu et mis en scène par Alain Françon comprenant On purge bébé, Feu la mère de Madame, Léonie est en avance et Mais n'te promène donc pas toute nue !, Strasbourg, Théâtre national de Strasbourg (septembre-octobre 2010) puis Paris, théâtre Marigny (janvier-mai 2011)[2].